# André Gide
André Paul Guillaume Gide (født 22. november 1869, død 19. februar 1951) var en fransk forfatter der vandt Nobelprisen i litteratur i 1947.

## Udvalgt bibliografi
- Den umoralske (L'Immoraliste, 1902)
- Den snævre port (La Porte étroite, 1909)
- Vatikanets kældre (Les Caves du Vatican, 1914)
- Gertrude: Pastorale-symfonien (La Symphonie pastorale, 1919)
- Corydon (1924, essays)
- Hvis hvedekornet ikke dør (Si le grain ne meurt, 1924, selvbiografi)
- Falskmøntnerne (Les Faux-monnayeurs, 1925)
- Voyage au Congo (1927, rejser)
- Retour de l'U.R.S.S. (1936, rejser)

## Ekstern henvisning
- Wikimedia Commons har flere filer relateret til André Gide
- André Gide på Wikisource (på fransk)
- André Gide på Forfatterweb.dk